# Bruno Fabiano Alves
Bruno Fabiano Alves (Jacareí, 16 aprile 1991) è un calciatore brasiliano, difensore del Cuiabá.

## Caratteristiche tecniche
È un difensore centrale.

## Statistiche

### Presenze e reti nei club
Statistiche aggiornate all’8 novembre 2017.
| Stagione          | Squadra           | Campionato        | Campionato | Campionato | Coppe nazionali | Coppe nazionali | Coppe nazionali | Coppe continentali | Coppe continentali | Coppe continentali | Altre coppe | Altre coppe | Altre coppe | Totale | Totale | Totale |
| Stagione          | Squadra           | Comp              | Pres       | Reti       | Comp            | Pres            | Reti            | Comp               | Pres               | Reti               | Comp        | Pres        | Reti        | Pres   | Reti   |        |
| ----------------- | ----------------- | ----------------- | ---------- | ---------- | --------------- | --------------- | --------------- | ------------------ | ------------------ | ------------------ | ----------- | ----------- | ----------- | ------ | ------ | ------ |
| lug.-dic. 2011    | Ribeirão          | TD                | 8          | 0          | TP              | 0               | 0               |                    | -                  | -                  |             | -           | -           | 8      | 0      |        |
| 2013              | CRAC              | C+GOI             | 16+8       | 0          | CB              | 6               | 0               |                    | -                  | -                  |             | -           | -           | 30     | 0      |        |
| 2014              | Fluminense        | A+CAT             | 0          | 0          | CB              | 1               | 0               |                    | -                  | -                  |             | -           | -           | 1      | 0      |        |
| 2015              | Fluminense        | A+CAT             | 22+1       | 1+0        | CB              | 5               | 1               |                    | -                  | -                  |             | -           | -           | 28     | 2      |        |
| 2016              | Fluminense        | A+CAT             | 34+16      | 1+1        | CB              | 4               | 0               | CS                 | 1                  | 0                  |             | -           | -           | 55     | 2      |        |
| 2017              | Fluminense        | B+CAT             | 15+15      | 0+4        | CB              | 1               | 0               |                    | -                  | -                  |             | -           | -           | 31     | 4      |        |
| Totale Fluminense | Totale Fluminense | Totale Fluminense | 103        | 7          |                 | 11              | 1               |                    | 1                  | 0                  |             | -           | -           | 115    | 8      |        |
| 2017              | San Paolo         | A+PAU             | 3+0        | 1+0        | CB              | 0               | 0               |                    | -                  | -                  |             | -           | -           | 3      | 1      |        |
| Totale carriera   | Totale carriera   | Totale carriera   | 138        | 8          |                 | 17              | 1               |                    | 1                  | 0                  |             | -           | -           | 156    | 9      |        |

## Palmarès

### Competizioni statali
- Campionato Catarinense: 1

Figueirense: 2014
- Campionato paulista: 1

San Paolo: 2021